# Radiotelescoop

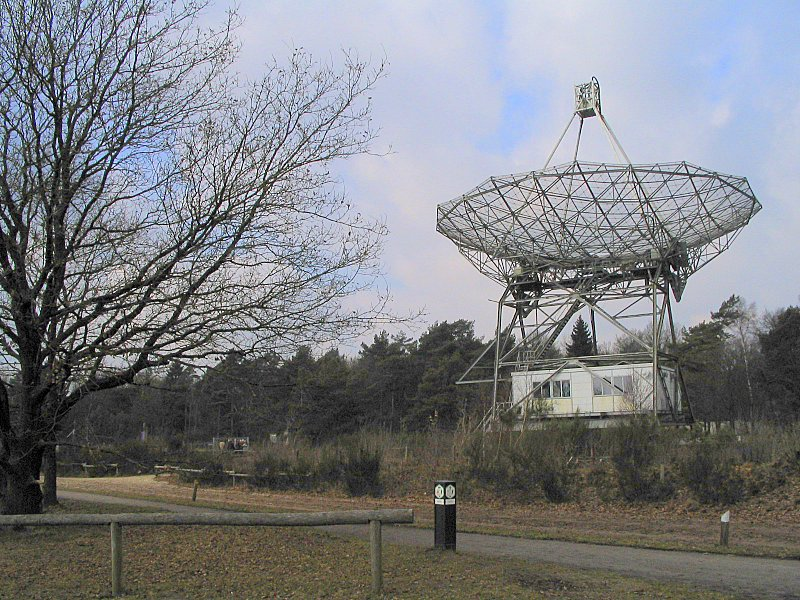
De 25 meter radiotelescoop van Dwingeloo

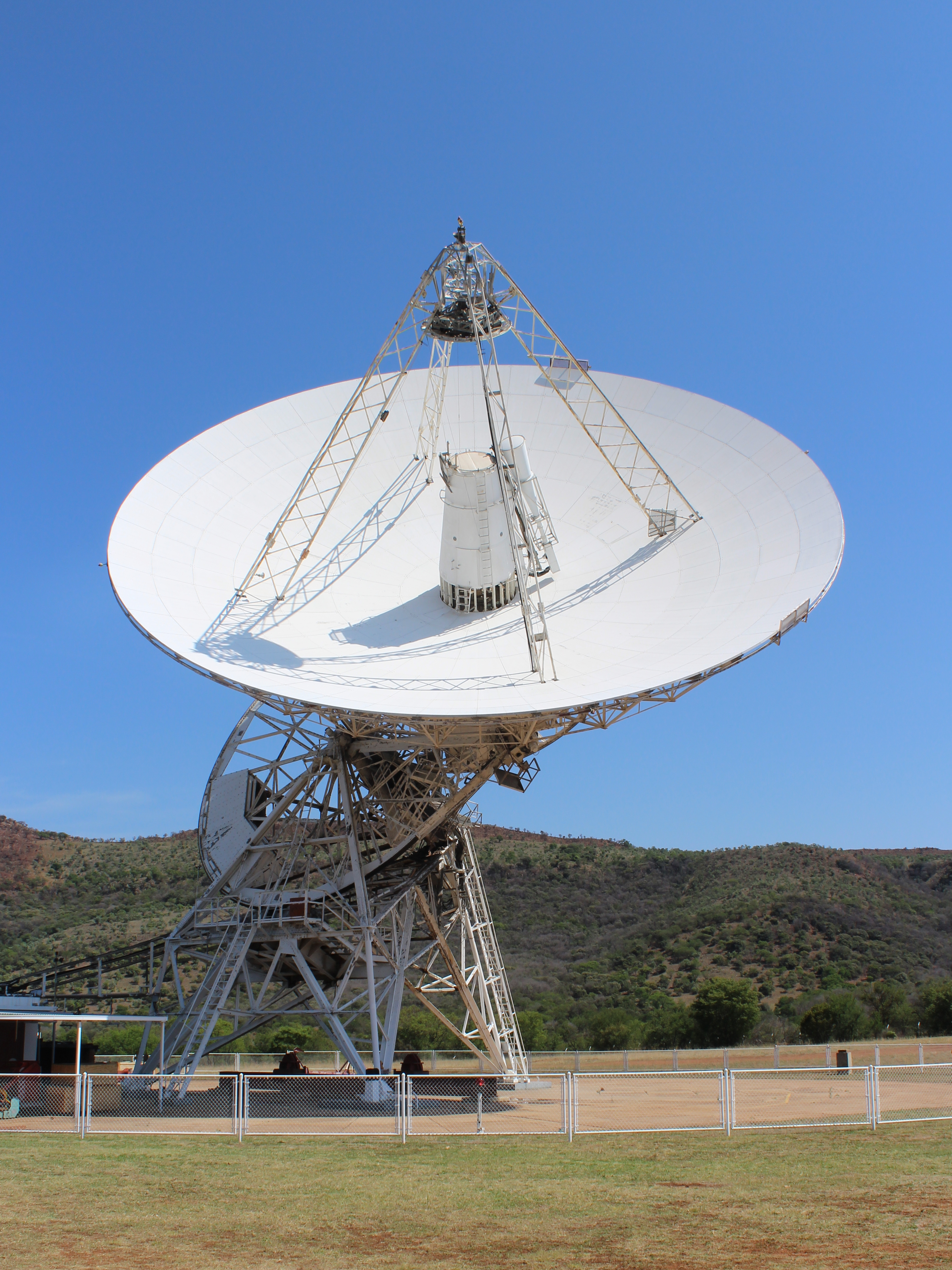
26 meter Radiotelescoop, Hartebeeshoek, Zuid-Afrika

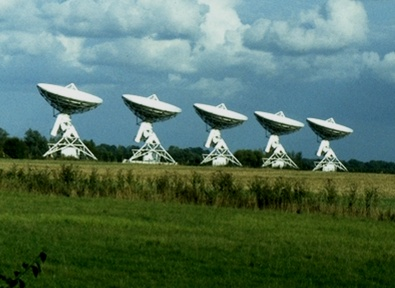
"Ryle Telescope", Radiotelescooparray van de Universiteit van Cambridge

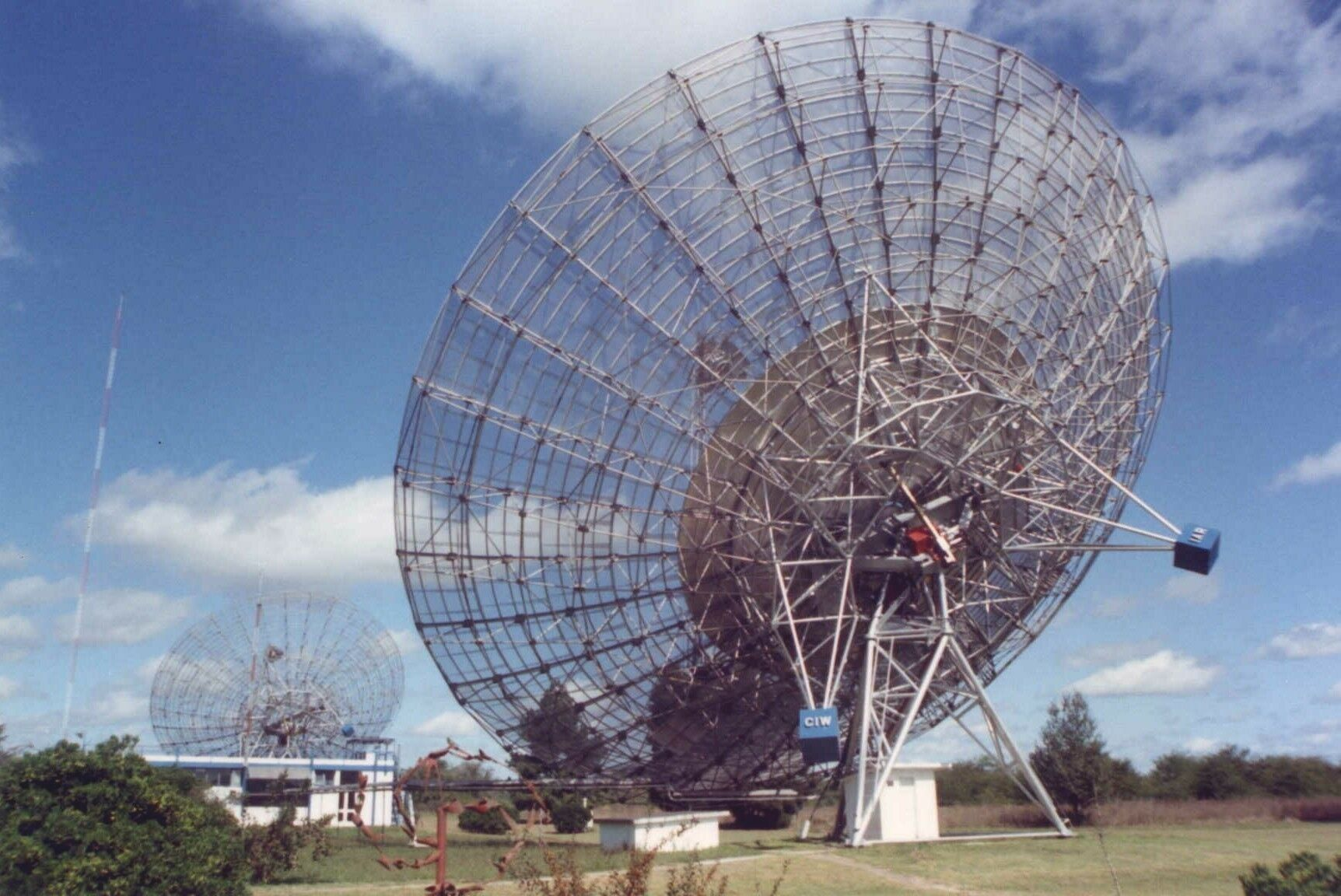
Radiotelescopen van het Instituto Argentino de Radioastronomía in Partido de Berazategui

Het Australia Telescope Compact Array bij Narrabri

Een radiotelescoop is een radioantenne en ontvanginstallatie, speciaal voor het waarnemen van radiosignalen met een golflengte tussen enkele meters en 1 cm, afkomstig van astronomische objecten. Deze tak van de astronomie wordt radioastronomie genoemd. Telescopen die bij golflengtes korter dan 1 cm waarnemen worden (sub-)mm telescopen genoemd. De meeste moderne radiotelescopen bestaan uit één of meer parabolische schotelantennes. Meestal bestaat een telescoop uit een aantal van deze antennes, een 'array', waarvan de signalen gecombineerd worden om het scheidend vermogen te vergroten. Net als bij optische telescopen is dit scheidend vermogen recht evenredig met de diameter van de telescoop en omgekeerd evenredig met de gebruikte golflengte. Voor de veel langere golflengten van radiosignalen (ordegrootte van centimeters) is dus een veel grotere telescoop nodig dan voor waarneming met licht.

## Geschiedenis
De eerste pogingen tot radioastronomie stammen uit 1894, toen Sir Oliver Lodge centimeterstraling van de zon probeerde te detecteren. De hierop volgende 40 jaar gebeurde er verder weinig omdat de detectietechnieken onvoldoende waren ontwikkeld.
In 1931 verrichtte Karl Jansky, die bij de Bell Telephone Laboratories werkte, enige experimenten met interferentie van radiogolven. Hij ontdekte drie soorten ruisbronnen: plaatselijke onweersbuien, verre onweersbuien en een permanent gesis van onbekende oorsprong, waarvan hij aantoonde dat het uit het centrum van de Melkweg kwam door de bron aan de hemel te lokaliseren.

## Voorbeelden
De enkelvoudige radiotelescoop met de grootste diameter is de Russische RATAN-600, de spiegel heeft een middellijn van 576 meter, maar is niet gevuld. De grootste, vaste radiotelescoop was van 1963 tot 2020 de Arecibo-radiotelescoop op Puerto Rico met een diameter van 305 meter (duizend voet) en een complete spiegel.
Het Jodrell Bank Observatory in Engeland huisvest de Lovell-telescoop, gebouwd in 1952-1957. Die was toen de grootste beweegbare radiotelescoop van de wereld, met een diameter van 76 meter. Die eer ging later naar de radiotelescoop Effelsberg in Duitsland (1972) en daarna naar de Green Bank Telescope (diameter 100×110 meter) in de Verenigde Staten (2000).
Ook in Nederland staat een grote radiotelescoop, en wel in de buurt van Dwingeloo in Drenthe. De Dwingeloo Radiotelescoop (DRT) heeft een schotel van 25 meter diameter en was zelfs enige tijd de grootste radiotelescoop ter wereld. Hij werd en wordt nog steeds beheerd door de stichting ASTRON.
In Polen bevindt zich de grootste radiotelescoop in Piwnice bij Toruń. Hij heeft een diameter van 32 meter en wordt gebruikt voor onderzoek door de afdeling radioastronomie van de Nicolaus Copernicus Universiteit.
In de Chinese provincie Guizhou is op 25 september 2016 de grootste individuele schotelvormige radiotelescoop ter wereld in gebruik genomen, de Five hundred meter Aperture Spherical Telescope (FAST). De FAST heeft een grootte van dertig voetbalvelden.

## Interferometrie
Radiotelescopen kunnen door middel van interferometrie aan elkaar worden gekoppeld tot een zogenoemde radio-interferometer (dit proces heet apertuursynthese). Een voorbeeld is de Very Large Array (VLA) in Socorro, New Mexico, VS. Deze bestaat uit 27 telescopen van 25 meter middellijn (een array), met 351 gelijktijdige onafhankelijke basislijnen, waarmee een scheidend vermogen van 0,05 boogseconde bereikt kan worden bij een golflengte van 7 mm. Een bekende radio-interferometer in Nederland is de Westerbork Synthese Radio Telescoop (WSRT) nabij het voormalige Kamp Westerbork bij Hooghalen (Drenthe). Deze bestaat uit 14 telescopen van 25 meter diameter, waarvan er vier verrijdbaar zijn.
De grootste radiotelescooparray ter wereld, de LOFAR, is (ook) aangelegd in Drenthe en is verbonden met antennes in acht Europese landen.
Wanneer de deelnemende telescopen zich op grote afstand van elkaar bevinden wordt dit very-long-baseline interferometry genoemd.